# Luchthaven Amderma
Luchthaven Amderma (Russisch: Аэропорт Амдерма) is een luchthaven voor jachtvliegtuigen (onderscheppingsjagers) vlak bij de Russische plaats Amderma in het uiterste noordoosten van het vasteland van Europa iets ten zuiden van Nova Zembla. Het is een eenvoudig vliegveld gebouwd op een vlakke strook langs de Karazee met enkele plekken voor vliegtuigen. Het is een voormalig militair vliegveld dat nu alleen nog voor passagiersvluchten wordt ingezet naar met name Archangelsk (Aeroflot-Nord); 's zomers vier keer per maand en 's winters twee keer per maand. Er kunnen vliegtuigen van het type An-12, Il-18 en kleiner landen, alsook alle soorten helikopters.

## Geschiedenis
De luchthaven werd opgericht in 1935, twee jaar na de stichting van Amderma. Twee jaar later landde hier in juni een vliegtuig van Otto Schmidt tijdens zijn expeditie naar de noordpool. De vliegtuigen moesten bij Amderma hun ski's verwisselen voor wielen, maar de sneeuw op de landingsbaan was al grotendeels gesmolten, zodat alle inwoners van Amderma werden ingezet om sneeuw aan te voeren met sledes en trucks vanuit de wijde omgeving om de vliegtuigen te kunnen laten landen. In de sovjetperiode werd het vliegveld ingezet voor poolonderzoekstochten.
De luchthaven had gedurende de Koude Oorlog als belangrijkste taak de verdediging van de noordgrens van Europees Rusland. In 1956 werd een luchtverdedigingseenheid opgezet met aanvalsvliegtuigen. Op 1 juni 1960 schoot een Mikojan-Goerevitsj MiG-19 vanaf Amderma een Boeing B-47 Stratojet neer, die over Kaap Kanin Nos vloog. Vanaf de jaren 60 huisvestte het vliegveld het 72 Gv IAP (72e Garde van het Onderscheppingsjagers-luchtregiment) van de 10e OA van de Vojska PVO, die er in de jaren 60 Tupolev Tu-28's en MiG-19's en tussen 1991 en 1994 ten minste 31 MiG-31's had gestationeerd.